# Citadel van Kortrijk
De citadel van Kortrijk bestond van 1647 tot 1684. 

## Geschiedenis

### Voorgeschiedenis
In het kader van de Frans-Spaanse Oorlog (1635-1659) eiste de Franse koning Vlaanderen op. Hij viel het graafschap binnen maar botste op hevig verzet van de Spaanse troepen. Langs de hele grens werd gevochten en op 13 juni 1646 begon de belegering van Kortrijk. Spaanse troepen zaten verschanst achter de stadsmuren terwijl twee grote Franse legers de stad omsingelden. Er waren vele gevechten en beide machten waren aan elkaar gewaagd. Uiteindelijk capituleerde het Spaanse garnizoen op 28 juni in een verdrag dat mee werd ondertekend door Frankrijk.

### Bouw van de citadel
Terwijl elders de gevechten tussen de twee grootmachten doorgingen, kwam er in 1647 nood aan huisvesting voor de Franse soldaten en paarden in Kortrijk. Daarvoor bouwde men op de plaats van de Gentpoort een vijf ha grote citadel. Ook bouwde men er drie hoornwerken bij. Samen had dit bouwwerk een oppervlakte van 21,2 ha. Deze citadel diende niet alleen voor het herbergen van soldaten maar ook om zich te verdedigen tegen buitenstaande legermachten en opstanden in de stad. Een driehoekig terrein tussen de stadsmuren en de citadel werd geruimd om een oefenveld te hebben, waarvoor in 1667 het Kapucinessenklooster verdween. De vorm van dit oefenterrein is bewaard in het huidige Plein. De versterking was niet enkel bedoeld ter verdediging van Frankrijk maar ook als uitvalsbasis om verder Vlaanderen te veroveren.
Deze bouwwerken konden niet zo rap beëindigd worden met enkel vrijwillige loonarbeiders. Men ging mensen van de stad ronselen. De omstandigheden waren ondermaats: de lonen waren laag en ze werden ruw behandeld.
Dankzij de citadel kon Frankrijk veel weerstand bieden aan zijn Spaanse en Oostenrijkse tegenstanders. Soms dienden grote legermachten rechtsomkeert te maken. Uiteindelijk konden de Spanjaarden Kortrijk toch heroveren na een zware en krachtige belegering. Door de drainage van de gracht kon men de citadel gemakkelijk aanvallen. Uiteindelijk was geheel Kortrijk op 25 mei 1648 terug in Spaanse handen. Het volk was uitgelaten.
Voortaan kreeg de citadel een Spaanse permanentie. Het werd een spel van de verschillende steden om de Spaanse garnizoenen af te kopen, met schrik bij de bevolking als gevolg. In 1658 vielen de Fransen Vlaanderen opnieuw binnen en werd Kortrijk weer geteisterd, tot in 1659 de Vrede van de Pyreneeën werd gesloten. In uitvoering daarvan verlieten de Franse troepen de streek. Zo ging het gedurende bijna de hele tweede helft van de 17e eeuw door. Bijna constant werden afwisselend delen van de citadel bijgebouwd en afgebroken.

### Vernietiging van de citadel
Kortrijk, dat sinds 1667 weer in Franse handen was, kende in de winter van 1683-1684 een zware hongersnood. Het leven in de stad werd zeer moeilijk. Door het bestand van Regensburg kwam een einde aan de Frans-Spaanse Oorlog (1683-1684) en werd Kortrijk teruggegeven aan de Spaanse Nederlanden. Volgens het verdrag dienden de versterkingen van de stad volledig te worden ontmanteld. De stadsmuren werden afgebroken en ook de citadel en het Bourgondisch kasteel werden met buskruit vernield. Vanaf eind 1684 was Kortrijk zo een open stad.